# Lithosia confluens
Lithosia confluens là một loài bướm đêm thuộc phân họ Arctiinae, họ Erebidae.